# Чемпіонат України з футболу серед жінок 2020—2021: вища ліга
Вища ліга чемпіонату України з футболу серед жінок 2020/2021 — 30-й сезон вищої ліги України з футболу, що проводився серед жіночих колективів з 28 серпня 2020 року по 29 травня 2021 року.
У порівнянні з минулим сезоном формат турніру зазнав змін. Десять команд-учасниць грали одна з одною одне коло, за підсумками якого розділилися на дві групи. Шість найсильніших команд зіграли між собою по два матчі та визначили переможця чемпіонату, а решта чотири — визначили дві команди, які понизилися в класі до Першої ліги.

## Команди

### Зміни серед команд
| Вийшли з Першої ліги 2019/20                                      | Вилетіли з Вищої ліги 2019–20                                                              |
| ----------------------------------------------------------------- | ------------------------------------------------------------------------------------------ |
| «Карпати» «Буковинська Надія» (Великий Кучурів) «Ніка» (Миколаїв) | «Єдність» (Плиски) (розформовано) «Ятрань-Берестівець» (розформовано) «Родина» (Костопіль) |

### Стадіони
| Команда             | Місто                | Домашній стадіон            | Місткість |
| ------------------- | -------------------- | --------------------------- | --------- |
| «Буковинська Надія» | Сторожинецький район | «Буковина»                  | 12,000    |
| «Карпати»           | Львів                | «Україна»                   | 28,051    |
| «Ладомир»           | Володимир-Волинський | «Олімп»                     | 2,000+    |
| «Маріуполь»         | Маріуполь            | «Західний»                  | 3,206     |
| «Пантери»           | Умань                | Центральний                 | 7,552     |
| «ЕМС-Поділля»       | Вінниця              | «Хімік»                     | 3,282     |
| «Восход»            | Олешки               | «Старт»                     |           |
| «Житлобуд-1»        | Високий              | Тренувальне поле у Високому | 1,000     |
| «Житлобуд-2»        | Харків               | «Сонячний»                  | 4,924     |

### Головні тренери
| Клуб                             | Головний тренер    | Попередній тренер |
| -------------------------------- | ------------------ | ----------------- |
| «Карпати» (Львів)                | Надія Чайка        |                   |
| «Ладомир» (Володимир-Волинський) | Олег Бортнік       |                   |
| «Маріуполь»                      | Каріна Кулаковська |                   |
| «Буковинська Надія»              | Валерій Сарафінчан |                   |
| «Ніка» (Миколаїв)                | Володимир Єфімако  |                   |
| «Пантери» (Умань)                | Юрій Деренюк       |                   |
| «ЕMС-Поділля» (Вінниця)          | Олександр Дуднік   |                   |
| «Восход» (Стара Маячка)          | Роман Заєв         |                   |
| «Житлобуд-1» (Харків)            | Валентина Котик    |                   |
| «Житлобуд-2» (Харків)            | Наталія Зінченко   |                   |

## Перший етап

### Турнірна таблиця
| М  | Команда             | І | В | Н | П | РМ    | О  |
| -- | ------------------- | - | - | - | - | ----- | -- |
| 1  | «Житлобуд-2»        | 9 | 8 | 1 | 0 | 54−3  | 25 |
| 2  | «Житлобуд-1»        | 9 | 8 | 1 | 0 | 46−4  | 25 |
| 3  | «Восход»            | 9 | 7 | 0 | 2 | 22−9  | 21 |
| 4  | «Маріуполь»         | 9 | 5 | 0 | 4 | 22−27 | 15 |
| 5  | «Карпати»           | 9 | 5 | 0 | 4 | 12−27 | 15 |
| 6  | «Ладомир»           | 9 | 3 | 1 | 5 | 15−22 | 10 |
| 7  | «Пантери»           | 9 | 3 | 0 | 6 | 10−27 | 9  |
| 8  | «Ніка»              | 9 | 2 | 0 | 7 | 14−32 | 6  |
| 9  | «ЕМС-Поділля»       | 9 | 1 | 1 | 7 | 5−26  | 4  |
| 10 | «Буковинська Надія» | 9 | 1 | 0 | 8 | 7−33  | 3  |

Позначення:

### Результати
| Команда               | NAD | NIK | LAD | MAR | PAN | POD | KAR | VSM | ZH1 | ZH2  |
| --------------------- | --- | --- | --- | --- | --- | --- | --- | --- | --- | ---- |
| «Буковинська Надія»   |     | 3–0 |     |     |     | 0–1 |     |     | 1–4 | 1–6  |
| «Ніка» (Миколаїв)     |     |     | 3–6 | 4–2 | 1–2 | 3–0 | 1–2 | 1–3 |     |      |
| «Ладомир»             | 2–1 |     |     |     | 3–1 |     |     | 0–2 | 0–2 |      |
| «Маріуполь»           | 8–1 |     | 3–1 |     | 3–1 |     |     | 0–2 | 1–8 |      |
| «Пантери» (Умань)     | 3–0 |     |     |     |     | 2–1 |     |     | 0–6 | 0–10 |
| «ЕМС-Поділля»         |     |     | 1–1 | 1–2 |     |     | 1–2 |     | 0–5 |      |
| «Карпати»             | 3–0 |     | 4–2 | 1–3 | 1–0 |     |     | 1–5 |     |      |
| «Восход»              | 6–0 |     |     |     | 2–1 | 2–0 |     |     | 0–5 |      |
| «Житлобуд-1» (Харків) |     | 7–0 |     |     |     |     | 8–1 |     |     | 1–1  |
| «Житлобуд-2» (Харків) |     | 7–1 | 5–0 | 8–0 |     | 9–0 | 7–0 | 1–0 |     |      |

## Чемпіонський раунд

### Таблиця чемпіонського раунду
| М | Команда      | І  | В  | Н | П  | РМ    | О  |
| - | ------------ | -- | -- | - | -- | ----- | -- |
|   | «Житлобуд-1» | 19 | 18 | 1 | 0  | 99−7  | 55 |
|   | «Житлобуд-2» | 19 | 16 | 1 | 2  | 97−11 | 49 |
|   | «Восход»     | 19 | 11 | 1 | 7  | 32−29 | 34 |
| 4 | «Ладомир»    | 19 | 8  | 1 | 10 | 34−54 | 25 |
| 5 | «Маріуполь»  | 19 | 6  | 1 | 12 | 27−59 | 19 |
| 6 | «Карпати»    | 19 | 5  | 2 | 12 | 22−69 | 17 |

Позначення:

## Плей-оф на вибування

### Турнірна таблиця плей-оф на вибування
| М  | Команда             | І  | В | Н | П  | РМ     | О  |
| -- | ------------------- | -- | - | - | -- | ------ | -- |
| 7  | «Ніка»              | 15 | 7 | 1 | 7  | 57−35  | 22 |
| 8  | «Пантери»           | 15 | 6 | 0 | 9  | 35−39  | 18 |
| 9  | «ЕМС-Поділля»       | 15 | 4 | 2 | 9  | 23−31  | 14 |
| 10 | «Буковинська Надія» | 15 | 1 | 0 | 14 | 11−103 | 3  |

Позначення:

### Найкращі бомбардирки[3]
| Місце | Гравчиня            | Клуб                             | Голи |
| ----- | ------------------- | -------------------------------- | ---- |
| 1     | Яна Калініна        | «Житлобуд-2» (Харків)            | 22   |
| 2     | Ганна Вороніна      | «Житлобуд-1» (Харків)            | 20   |
| 3     | Роксолана Кравчук   | «Житлобуд-2» (Харків)            | 18   |
| 4     | Інна Глущенко       | «Ніка» (Миколаїв)                | 17   |
| 5     | Олена Клепацька     | «Ніка» (Миколаїв)                | 15   |
| 6     | Оксана Білокур      | «Пантери» (Умань)                | 14   |
| 7-8   | Вероніка Андрухів   | «Житлобуд-2» (Харків)            | 13   |
| 7-8   | Христина Перевізник | «Ладомир» (Володимир-Волинський) | 13   |
| 9-10  | Яна Малахова        | «Житлобуд-2» (Харків)            | 11   |
| 9-10  | Ольга Овдійчук      | «Житлобуд-1» (Харків)            | 11   |